# أسيتات الفضة
 خلات الفضة  أو أسيتات الفضة مركب كيميائي له الصيغة AgC2H3O2 ، ويكون على شكل مسحوق بلوري أبيض إلى رمادي.

## الخواص
- لمركب خلات الفضة انحلالية متوسطة في الماء، فينحل منه 10.2 غ/ل عند الدرجة 20°س.

## التحضير
يحضر مركب خلات الفضة من حل كربونات الفضة في حمض الخليك الساخن حسب المعادلة:
Ag2CO3 + CH3COOH → CH3COO - Ag + + H2O + CO2
أو يحضر من تفاعل أحد أملاح الخلات المنحلة مع نترات الفضة.

## الاستخدامات
- يمتلك مركب خلات الفضة خاصية إطلاق طعم كريه ومنفر عند امتزاجه بدخان السجائر، لذا فإنه يستعمل كمادة إضافية في العلكة للمساعدة في التوقف عن التدخين.[3][4]

- له تطبيقات مخبرية في الكيمياء العضوية، حيث يستخدم كمؤكسد انتقائي، وكحفاز في تفاعلات الإضافة الحلقية 3،1- ثنائية القطبية وكحفاز مساعد في تفاعل إضافة مايكل وتفاعل هيك.